# Corbara
Corbara là một đô thị (comune) thuộc tỉnh Salerno trong vùng Campania của Ý. Corbara có diện tích 6,66 km2, dân số là 2581 người (thời điểm ngày 1 tháng 4 năm 2009).